# Obnova (časopis)
Obnova: revija za kulturo, družbo in politiko je hrvaška interdisciplinarna znanstvena revija, ki jo izdaja društvo Obnova s sedežem v Zagrebu. Časopis izhaja vsaki dve leti od oktobra 2013. Glavni urednik je Marko Paradžik. Sozaložnik revije je veja Matice hrvaške v Veliki Gorici. 